# Linares (Chili)
Linares is een gemeente in de Chileense provincie Linares in de regio Maule. Linares telde 93.602 inwoners in 2017 in 2002 en heeft een oppervlakte van 1466 km².
Linares is de hoofdstad van de provincie Linares.
De stad dient niet te worden verward met Linares in Spanje, waar sinds 1978 jaarlijks een belangrijk schaaktoernooi georganiseerd wordt.

## Geboren
- Pedro Pablo Dartnell (1874-1944), president van Chili (1925)
- Carlos Ibáñez del Campo (1877-1960), president van Chili (1927-1931, 1952-1958)

## Externe link

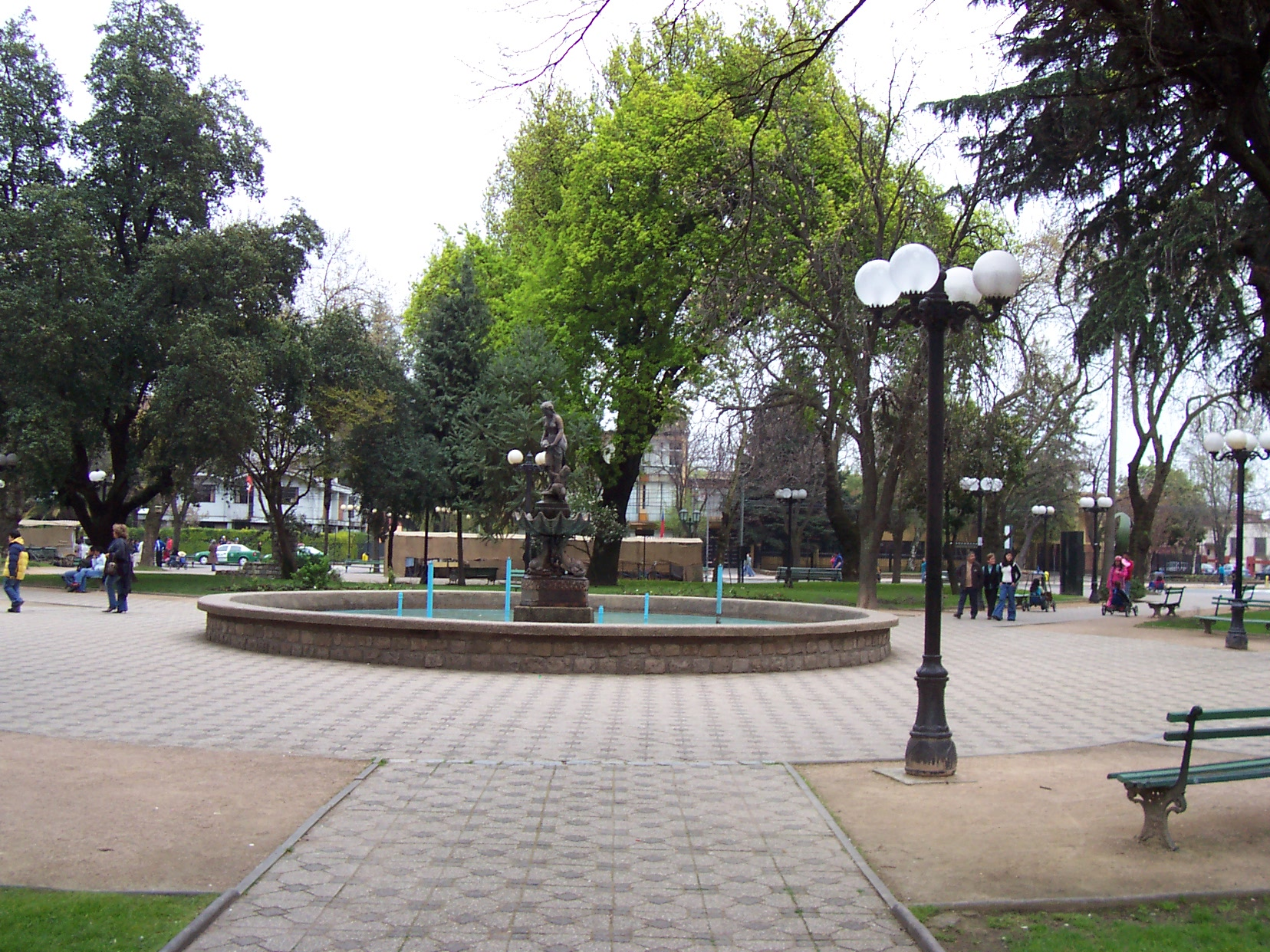
Linares, Chili: het Plaza de Armas